# Erbrechen

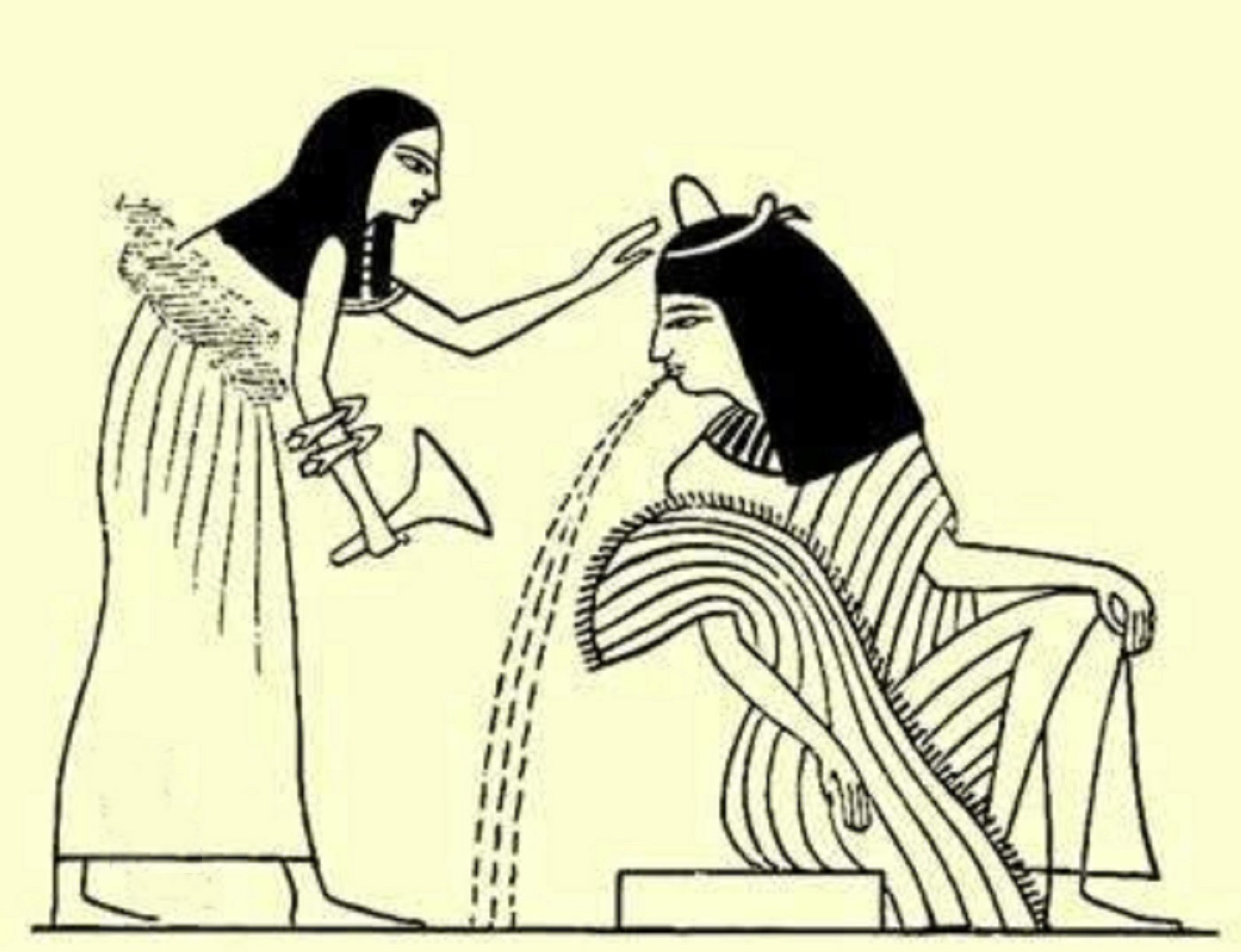
Erbrechen, altägyptische Darstellung

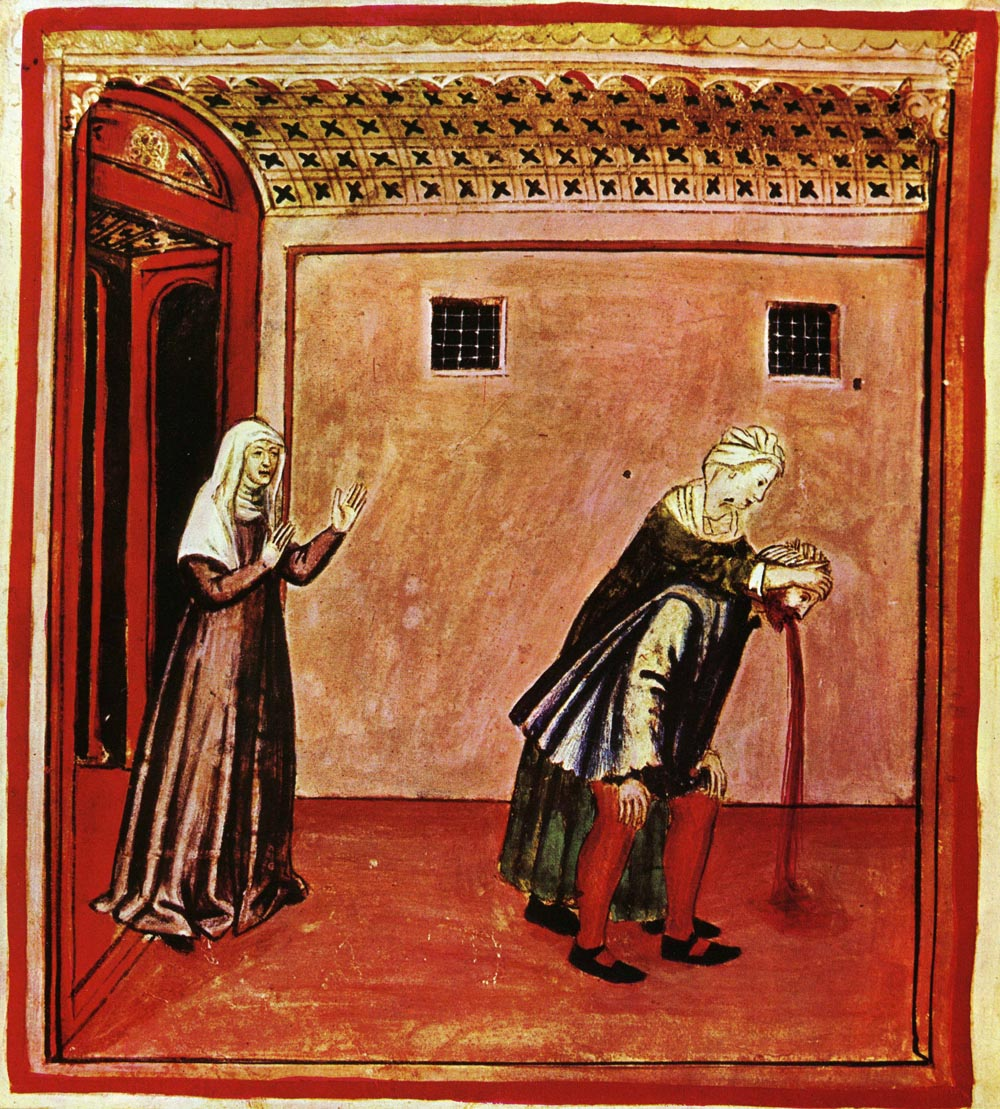
Erbrechen, Abbildung aus dem Tacuinum Sanitatis aus dem 14. Jahrhundert

Erbrechen ist die schwallartige Entleerung des Magen- oder Speiseröhreninhaltes (Chymus) entgegen der natürlichen Richtung (retroperistaltisch) durch die Speiseröhre und den Mund. Medizinische Fachbegriffe für das Erbrechen sind die Emesis (griechisch ἔμεσις) und der Vomitus (von lateinisch vomitio). Aus dem Lateinischen ist auch die deutsche (vornehme) Bezeichnung „Vomitation“ gebräuchlich. 
Von Erbrechen abzugrenzen ist die Regurgitation, bei der es zu einem passiven Rückfluss von Speisebrei aus Magen und Speiseröhre in den Mund ohne Einsatz antiperistaltischer Muskulatur kommt, und die nicht mit Übelkeit verbunden ist. Die Ursachen für Erbrechen und Regurgitation sind in der Regel unterschiedlich.

## Physiologie
Beim Erbrechen ziehen sich – nach Unterbrechung der rhythmischen Magenkontraktionen und Nahrungsstau im Magen – Zwerchfell und auch die Zwischenrippen- und Bauchmuskulatur zusammen, der Magenmund öffnet sich und der untere Speiseröhrenschließmuskel erweitert sich, sodass Mageninhalt, in schweren Fällen auch Darminhalt, über die Speiseröhre in den Mund und dann als Erbrochenes (Vomitat) weiter nach außen gelangt. Es ist meist mit einem brennenden Gefühl in der Speiseröhre (Sodbrennen) verbunden, das durch die Magensäure verursacht wird.

## Ursachen
Das Erbrechen wird meist über vago-vagale Reize ausgelöst und durch einen komplexen Fremdreflexmechanismus vom Brechzentrum (u. a. der Area postrema) in der Medulla oblongata des Hirnstammes gesteuert.
Beim Brechreflex sind der neunte und zehnte Hirnnerv (der Nervus glossopharyngeus und der Nervus vagus), Nerven der Atemwege, Nerven für die Bauchmuskeln und das Zwerchfell aktiviert. Der charakteristische Geruch von Erbrochenem wird hauptsächlich durch Salzsäure aus dem Magensaft sowie eine Kombination zweier organischer Verbindungen verursacht: Buttersäure (ranzig, sauer) und Isovaleriansäure (käsig, schweißig, faulig), wobei die Salzsäure als starke Säure die Flüchtigkeit der beiden organischen Säuren bewirkt.

### Medikamente und äußere Reize
Erbrechen kann durch die Verabreichung von Emetika oder indirekt über die Rachenhinterwand- oder Magenschleimhaut, die Geruchs- oder Geschmacksorgane insbesondere bei Ekel oder über das Gleichgewichtsorgan (siehe Übelkeit) ausgelöst werden, aber auch als psychovegetative Reaktion auf optische, olfaktorische (Geruchssinn) oder akustische Reize.

### Chemotherapie-induziertes Erbrechen
Bei der Behandlung von Krebserkrankungen mit Chemotherapie kommt es häufig zu Übelkeit und Erbrechen. Je nach zeitlichem Abstand zur Chemotherapie unterscheidet man akutes, verspätetes und antizipatorisches Erbrechen. Das akute Erbrechen tritt innerhalb von 24 Stunden auf und wird vor allem über eine Serotoninfreisetzung aus enterochromaffinen Zellen vermittelt. Das verspätete Erbrechen tritt zwischen 24 Stunden und sieben Tagen nach der Chemotherapiegabe auf. Diese Art des Chemotherapie-induzierten Erbrechens wird vor allem über Substanz P vermittelt. Das antizipatorische Erbrechen entsteht durch klassische Konditionierung nach vorangegangener Chemotherapie mit Übelkeit und Erbrechen. Durch eine leitliniengerechte Vorbeugung und Behandlung kann das Risiko von Übelkeit und Erbrechen erheblich gesenkt werden.

### Erkrankungen des Gehirns
Eine direkte Reizung des Brechzentrums, z. B. durch Gehirnerschütterung, Tumorerkrankungen, eine Hirnhautentzündung, Sonnenstich, Schlaganfall, erhöhten Hirndruck oder Abflussbehinderungen des Hirnwassers kann zum Erbrechen führen. Schiffsreisen und Schaukelbewegungen (Seekrankheit), kurvenreiche Autofahrten, Achterbahnfahrten oder Erkrankungen des Innenohrs können das Gleichgewichtsorgan stören und ebenfalls den Brechreiz auslösen. Migräne erzeugt mitunter Übelkeit und führt so auch zum Erbrechen. Als umschriebene bulbäre Schädigung gilt das Syndrom des Deiters-Kerns und seiner Kleinhirn-, N. vestibularis- und anderen weit verbreiteten Afferenzen (Bonnier-Syndrom) als auslösend für Brechreiz.

### Erkrankungen der Verdauungsorgane
- Die Ursachen des Erbrechens sind vielfältig und reichen von vorübergehenden Magen-Darm-Infekten zu schwerwiegenderen Erkrankungen wie zum Beispiel chronischen Speiseröhren- oder Magen- und Darmerkrankungen. Auch durch Medikamente (sogenanntes medikamenteninduziertes Erbrechen, vor allem durch Zytostatika) und bei Vergiftungen (z. B. durch Pilze oder bei übermäßiger Alkoholzufuhr) kann es zu Erbrechen kommen.
- Bei Verengung im Magenausgang oder Darmverschluss kann es auch ohne vaso-vagalen Reiz zum sogenannten Überlauferbrechen kommen.[7]
- Vor allem bei kleinen Kindern können auch Hustenanfälle Erbrechen auslösen.
- Nach der Medikamentengabe einer Chemo- bzw. nach Strahlentherapie bei Krebserkrankungen können Übelkeit und Erbrechen entweder sofort oder verzögert nach einigen Tagen auftreten. Dies wird jedoch weitestgehend durch die vorsorgliche Gabe von Antiemetika verhindert.
- Eine andere Ursache für Übelkeit und Erbrechen können Stoffwechselentgleisungen sein: Urämie, Leberversagen, Blutzuckerveränderungen. Erbrechen ist einer der häufigsten Beratungsanlässe in einer allgemeinmedizinischen Praxis.[8]

### Psychische Störungen
Willentlich herbeigeführtes Erbrechen kann ein Symptom einer Essstörung wie der Anorexia nervosa oder Bulimia nervosa sein, aber auch bei anderen psychischen Störungen wie dissoziativen Störungen und hypochondrischen Störungen auftreten. Psychisches Erbrechen kann auch spontan auftreten. Dabei wird psychischer Ekel empfunden.

## Erbrechen bei Tieren
Einige Tierarten erbrechen außerdem, um Nahrung an andere Artgenossen weiterzugeben (Trophallaxis). Andere erbrechen, um mit der Zeit angesammelte unverdauliche Haarballen oder Gewölle loszuwerden, so zum Beispiel Katzen, Eulen, ähnlich schon bei den stammesgeschichtlich viel älteren Haien. Zu unterscheiden ist davon das Emporwürgen von Vorverdautem bei den Wiederkäuern, das eine Funktion im eigenen Verdauungsprozess hat. Einige Tiere können nicht erbrechen, z. B. Pferde und Ratten.

## Folgen und Komplikationen
Beim Erbrechen gehen Flüssigkeit und Magensäure verloren, sodass es zu einem Mangel an Flüssigkeit und Elektrolyten im Körper kommen kann. Auch kann es durch das Erbrechen zu einer Reizung der Speiseröhre und zu einem Einriss in der unteren Speiseröhre kommen (Mallory-Weiss-Syndrom, Boerhaave-Syndrom). Bei häufigem Erbrechen können auch die Zähne in Mitleidenschaft gezogen werden. Beim Erbrechen ist nicht gewährleistet, dass die Wirkstoffe von Medikamenten über Magen und Darm aufgenommen werden, daher sollte ggf. ein anderer Weg der Wirkstoffzufuhr gewählt werden, z. B. intravenös oder subkutan.

## Behandlung
Die Behandlung des Erbrechens sollte sich nach den Ursachen richten und in ruhiger Umgebung erfolgen. Zur medikamentösen Therapie stehen Antiemetika zur Verfügung. Bei Gleichgewichtsstörungen werden erfolgreich Antihistaminika (z. B. Diphenhydramin und Doxylamin) oder Anticholinergika (z. B. Scopolamin) eingesetzt. Übelkeit und Erbrechen im Zusammenhang mit einem Migräne-Anfall werden üblicherweise mit Prokinetika (z. B. Metoclopramid und Domperidon) behandelt, die zusätzlich die Aufnahme von Migränetherapeutika beschleunigen. Bei Erbrechen im Rahmen der Chemotherapie maligner Tumoren mit Zytostatika sind Setrone (5-HT3-Antagonisten, z. B. Ondansetron und Tropisetron) und das Kortikoid Dexamethason wirksam. Bei psychischen Essstörungen (Anorexia nervosa und Bulimie) ist eine psychiatrische Klärung wichtig.
Problematisch bei der Behandlung des Erbrechens ist die mangelhafte Aufnahme von Medikamenten, die in Form von Tabletten oder Tropfen gegeben werden. In leichteren Fällen genügt die rektale Verabreichung eines Antiemetikums wie Domperidon oder Diphenhydramin als Zäpfchen. In schwereren Fällen kann eine parenterale Medikamentengabe und zusätzlich ein Flüssigkeits- und Salzausgleich notwendig sein.
Die Art des Erbrochenen kann diagnostisch bedeutsam sein, so z. B. bei:
- Bluterbrechen (Hämatemesis, Kaffeesatzerbrechen) bei Blutungen aus dem oberen Gastrointestinaltrakt
- Koterbrechen (Miserere oder Kopremesis), Erbrechen von Darminhalt bei Darmverschluss (Ileus), prognostisch oft ungünstig
- Galleerbrechen (Cholemesis, Biliäres Erbrechen)[10]
- nichtgalliges Erbrechen bei Obstruktionen proximal der Papilla duodeni major

Bei Vergiftungen kann das Erbrochene wichtige Hinweise auf deren Ursache geben.

## Therapeutisches Erbrechen
Bei einer akuten Vergiftung versucht man, durch induziertes Erbrechen die Resorption des Giftes zu verringern bzw. zu verhindern. Der Stellenwert des therapeutischen Erbrechens bei der akuten Vergiftung hat zugunsten von Maßnahmen wie der Magenspülung und vor allem der Gabe von Aktivkohle stark abgenommen, da diese Maßnahmen mit weniger Komplikationen verbunden sind. Diese Maßnahme darf nicht durchgeführt werden bei (Kontraindikationen) Bewusstseinsstörung des Patienten, Vergiftung mit Säuren oder Laugen (zusätzliche Schädigung durch zweiten Kontakt mit Speiseröhre und Mund), Vergiftungen mit schaumbildenden Stoffen oder organischen Lösungsmitteln (wegen Aspirationsgefahr) oder Atem-/Kreislaufstörungen.
Das Erbrechen kann dabei mit folgenden Stoffen (Emetika) ausgelöst werden:
- Ipecacuanha-Sirup – bei Kindern und Erwachsenen anzuwenden. Die Wirkung tritt nach 20 bis 30 Minuten ein. Keine vorherige therapeutische Gabe von Aktivkohle.
- Apomorphin, ist bei Kindern kontraindiziert
- Kochsalzlösung wird wegen möglicher Natrium-Vergiftung nicht mehr eingesetzt.

### Historische Bedeutung
Dem Brechverfahren wurde in der alten Medizin eine große Bedeutung beigemessen. Der Arzt und Medizinhistoriker Bernhard Aschner, der die alte Medizin in der Konstitutionstherapie propagierte, bezeichnet das Brechverfahren als „eines der mächtigsten, unentbehrlichsten und oft entscheidend lebensrettenden Heilmittel“. Die Unsitte, nach der Mahlzeit künstlich  Erbrechen hervorzurufen, wurde jedoch bereits in der Antike als im Normalfall unnötig erachtet (etwa von Diokles von Karystos).
Christoph Wilhelm Hufeland zählte das Brechmittel (zusammen mit Aderlass und Opium) zu den „drei Heroen der Heilkunst“, ohne die er nicht Arzt sein wollte; bei Avicenna heißt es: „Vomitus fortis infantium curatio“ (Erbrechen ist für Kinder ein mächtiges Heilmittel); Hippokrates von Kos beschrieb das Brechverfahren als eines der wichtigsten Heilmittel für Geisteskrankheiten (Solche Vorstellungen hielten noch bis zum 18. Jahrhundert an.). Im mittelalterlichen Antidotarium Nicolai finden sich verschiedene Brechmittel wie Vomitus Nicholay, Vomitus patriarchae und Vomitus valens tertianariis.
Aschner beschreibt ein breites Indikationsgebiet für das Brechverfahren:
- Krankheiten im Bereich des Kopfes, des Mundes und des Halses
- Lungenkrankheiten
- Herzkrankheiten
- Magenkrankheiten
- Gallenleiden
- Infektionskrankheiten
- Hautkrankheiten
- Gelenkleiden und Rheumatismen
- Kinderkrankheiten
- Nervenkrankheiten
- Geistesstörungen

## Angst vor dem Erbrechen
Die krankhafte Angst vor dem Erbrechen nennt man Emetophobie.

## Kulturelle Aspekte
Das Erbrechen spielt weltweit in vielen magischen bzw. ekstatischen Praktiken eine wichtige Rolle und wird dabei unter anderem als eine Form der Katharsis oder Mimesis betrachtet. Unter diesem Aspekt wurde das „Kotzen“ von dem Tübinger Ethnologen Thomas Hauschild untersucht. Neben dem Wort „Kotzen“ sind weitere umgangssprachliche Begriffe dafür bekannt: Reihern, Würgen, Sich übergeben, Speien, Göbeln, in Österreich auch Speiben.
Der mittelhochdeutsche und frühneuhochdeutsche Ausdruck undauen („nicht verdauen“) bedeutete so viel wie „erbrechen“.